# Microcalcarifera typhopa
Microcalcarifera typhopa är en fjärilsart som beskrevs av Oswald Beltram Lower 1897. Microcalcarifera typhopa ingår i släktet Microcalcarifera och familjen mätare. Inga underarter finns listade i Catalogue of Life.